# Euclidiodes agitata
Euclidiodes agitata là một loài bướm đêm trong họ Geometridae.